# Matthew Rees

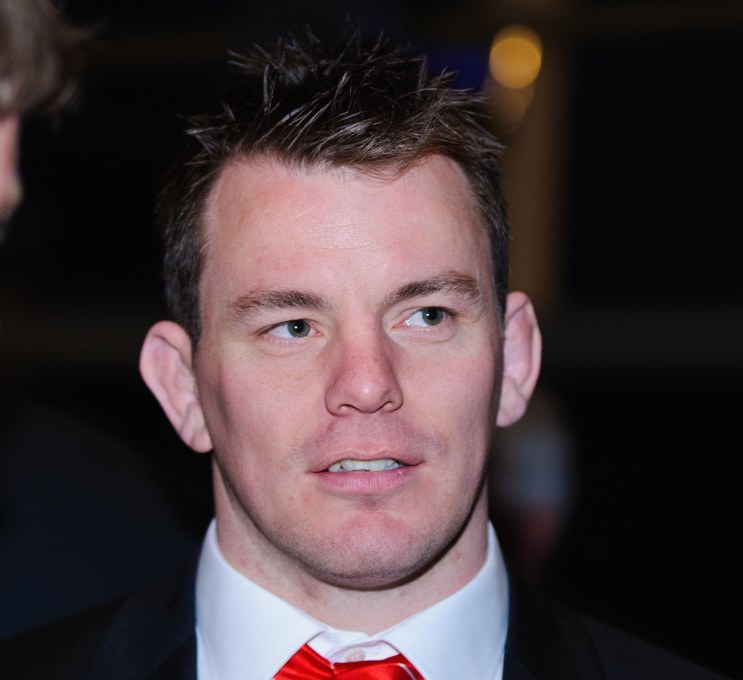

Matthew Rees (nacido el 9 de diciembre de 1980 en Tonyrefail, País de Gales, jugador internacional de rugby union que actualmente juega para el Blues Cardiff. Su posición habitual es el de hooker. Antes jugaba para Pontypridd, luego en los Celtic Warriors (equipo retirado), y actualmente en el Scarlets.

## Carrera
Rees era un producto del Pontypridd bajo 21 Academia de la 2000-01 estación. Su apodo en el Camino Sardis era "Smiler".

Con la regionalización de rugbi de club galés profesional, Rees unió a Guerreros celtas en 2003. Guerreros celtas fueron disueltos después de su primera aparición y Rees movido a Llanelli Scarlets. Además, ha hecho más de 170 apariciones para el Scarlets. Rees movido de Scarlets al Blues Cardiff para la 2013-14.

## Carrera internacional
Rees hizo su estreno para el País de Gales contra los EE.UU. en 2005. En junio de 2009 Rees, Gethin Jenkins y Adán Jones fueron seleccionados como los Británicos y la fila de frente de Leones irlandesa para la 2a Prueba contra Sudáfrica. 

Esto era la primera vez que una fila todo-galesa delantera fue seleccionada para un partido internacional de Leones desde Billy Williams, Bryn Meredith y Courtney Meredith del viaje de Leones 1955. 

Rees fue designado el capitán del lado galés en el lugar de Jones herido Ryan para la prueba contra Australia en el Estadio de Milenio sobre el 6 de noviembre de 2010 y conservó la capitanía para el Sexto Campeonato de Naciones (2011).

El 29 de mayo de 2010, Rees fue votado la Personalidad de Deporte de Rhondda del año. No asistió a la Copa Mundial de Rugbi 2011 debido a una herida de cuello, por lo que perdería la capitanía. País de Gales continuó a alcanzar el cuarto lugar. 